# Albrecht Friedrich Georg Baring
Albrecht Friedrich Georg Baring (* 21. Dezember 1767 in Hannover; † 27. November 1835 ebenda) war ein deutscher Jurist und Verwaltungsbeamter, zuletzt im Rang und mit Titel eines königlich-hannoverschen Geheimen Kanzleirates im Staatsministerium.

## Familie
Albrecht Baring entstammte der Baring-Familie, er war das vierte Kind des hannoverschen Beamten Christian Ludwig Baring (1721–1792) und  Clara Margarete Eleonore geb. von Wüllen (1747–1817), Tochter des kurfürstlichen Hofgerichtsassessors und Calenbergischen Landsyndikus Albrecht Christoph von Wüllen (1713–1789). Barings Vater war kurfürstlicher Hofgerichtssekretär und Calenbergischer Landrentmeister. Baring hatte vier Geschwister.
Baring heiratete am 23. Juni 1796 in der Schlosskirche Hannover Amalie geb. Scheele (1773–1824), Tochter des wohlhabenden königlichen Kämmerers und Berghandlungskommissars Scheele. Das Ehepaar hatte acht Kinder.

## Leben und Wirken
Baring studierte Rechtswissenschaften an der Universität Göttingen. 1792 wurde er kurfürstlich-hannoverscher Kammersekretär, 1802 erhielt er den Rang und den Titel eines Kommerzienrates. In den Napoleonischen Kriegen und während der Zeit des Königreiches Westphalen wurde anfangs seine Besoldung zum Teil eingezogen, so dass er sein eigenes Vermögen sowie das seiner Ehefrau zum großen Teil verbrauchte. Seinen Lebensunterhalt verdiente er sich in der Zeit der Kriege damit, dass er als guter Pferdekenner Reitpferde billig erwarb und diese an französische Offiziere zu hohen Preisen wieder verkaufte.
1803 veröffentlichte Baring ein Buch über die Zivilverwaltung Hannovers. Bereits zu dieser Zeit, während der französischen Besetzung war er für die Verpflegung der französischen Armee zuständig. 1806, abermals unter französischer Besetzung, wurde er in die „Executiv-Kommission“ berufen, die als vorläufige Regierung die Geschäfte des Landes führte. Im Juli 1810 war er mit General von Hans Georg von Hammerstein-Equord bei der Ausbildung einer Ehrengarde beteiligt, die zum Empfang von König Jérôme gebildet wurde. Im gleichen Jahr wollte der König sogar die Patenschaft seines jüngsten Sohnes Julius übernehmen.
Bis 1817 war Baring Direktor für die direkten Steuern in Hannover. Danach arbeitete er als königlicher Amtmann zu Peine. Tatsächlich blieb er aber hauptsächlich in seiner Stadtwohnung in Hannover im vormaligen Wildingschen Haus wohnen, wo er noch den Geschäften der Grundsteuer-Exemtions-Kommission nachging. Nur während der Sommermonate bezog er mit seiner Familie eine komfortable Dienstwohnung in Peine, wo ihm mit den Gärten, den Fischteiche und der Jagd viele Annehmlichkeiten geboten wurden. 1821 wurde Baring von König Georg IV. zum Ritter des königlichen Guelphen-Ordens ernannt, womit er den persönlichen Adel erhielt. 1823 stellte Baring ein Gesuch, ihn von der Amtsstelle in Peine zu entbinden. Daraufhin wurde er im Rang eines königlichen Rates in das Obersteuerkollegium berufen. Nach dem Tod seiner Ehefrau wohnte Baring ab 1824 im früheren Striehlschen Haus in der hannoverschen Georgstraße.
Seit 1825 war Baring zudem als Landesökonomierat Mitglied des Landes-Ökonomie-Kollegiums zu Celle. Nach Auflösung dieses Kollegiums wurde er 1833 als königlich-hannoverscher Geheimer Kanzleirat zur Bearbeitung der Berufungen in Ablösungs- und Gemeinheits-Teilungsangelegenheiten in das hannoversche Ministerium versetzt. Gleichzeitig wurde er zum Beisitzer im Staatsrat ernannt. Bis 1834 war Baring Deputierter in der Allgemeinen Ständeversammlung des Königreiches Hannover. Dort vertrat er als Abgeordneter die Stifte St. Alexandri und Beatae Mariae Virginis zu Einbeck, wo er auch einige Jahre als Kanonikus wirkte.
Baring wurde neben seiner Ehefrau auf dem Gartenkirchhof St. Marien in Hannover beerdigt, direkt neben seiner Tochter Auguste, der Großmutter von Wüllen und deren Schwägerin Henriette Baring.

## Auszeichnungen
- 1821: Ritterkreuz des Guelphen-Ordens